# Języki majańskie

Migracje ludów Maya

Języki majańskie, także: języki maja, języki maja-kicze – jedna z ważniejszych rodzin językowych w Mezoameryce, z największą liczbą użytkowników wśród języków autochtonicznych obu Ameryk. Językami majańskimi posługują się Majowie (tak współcześni, jak i z czasów historycznych) na terenach Meksyku, Gwatemali, Belize i Hondurasu. Wszystkie języki tej rodziny wywodzą się z używanego prawdopodobnie 5000 lat temu prajęzyka, zwanego językiem pramajańskim. Do rodziny tej zalicza się też klasyczny język majański, używany w okresie świetności cywilizacji Majów. Większość języków majańskich to ergatywne języki polisyntetyczne o szyku zdania VOS, w których występują spółgłoski ejektywne. Od czasu kolonizacji hiszpańskiej do zapisu języków majańskich używa się alfabetu łacińskiego, aktualnie w konwencji proponowanej przez Academia de Lenguas Mayas de Guatemala (ALMG).

Rozmieszczenie poszczególnych języków majańskich

W chwili przybycia Hiszpanów w XVI w. istniało 31 języków Majów. Część z nich zostało bardzo wcześnie udokumentowanych. Są w różnym stopniu zagrożone wymarciem, nie zawsze są przyswajane przez dzieci, a niektóre z nich mają małą społeczność użytkowników. Wzrasta użycie języka hiszpańskiego, choć jego presja nie była jeszcze tak silna w latach 70. XX wieku. Duże zasługi na polu badania i opisu języków majańskich położyli sami ich użytkownicy, co wyróżnia je spośród wielu zagrożonych języków świata .

## Klasyfikacja języków majańskich
Rodzina języków majańskich jest bardzo dobrze udokumentowana; jest to jedna z najlepiej poznanych rodzin językowych Mezoameryki. Ogólny schemat klasyfikacji jest przyjęty przez większość badaczy, z wyjątkiem kilku drobnych kwestii spornych. Na przykład jednym z nierozwiązanych dotąd problemów jest umiejscowienie języków ch’ol i q’anjobalsko-chujeańskich.

Historia rozwoju języków majańskich

Języki majańskie bywają zaliczane do postulowanej fyli penutiańskiej.

### Grupa huastecka
Język wastek (alternatywne formy: huastec, huaxtec) jest używany w meksykańskich stanach Veracruz i San Luis Potosí przez około 110 tys. osób. Najbardziej odrębny spośród języków majańskich.
Język chicomuceltec, używany w stanie Chiapas (wymarły przed 1982), był blisko spokrewniony z huastec.

### Grupa jukatańska
Język maya-yucatec (określany przez użytkowników po prostu jako „maya”) jest najbardziej rozpowszechnionym z języków majańskich na terenie Meksyku. Jest używany przez około 800 tys. osób, w większości na terenie półwyspu Jukatan. Posiada bogatą literaturę z okresu postkolonialnego i jest powszechnie używany jako pierwszy język na obszarach wiejskich w stanie Jukatan oraz w sąsiednich stanach Quintana Roo i Campeche.
Pozostałe trzy języki jukatańskie to mopan, używany przez 10 tys. osób głównie w Belize; itza, wymarły lub niemal wymarły język na terytorium Gwatemali, lakandoński, również poważnie zagrożony z około 1000 użytkownikaów w kilku wioskach w pobliżu puszczy Selva Lacandona, w meksykańskim stanie Chiapas.

### Grupa zachodnia

#### Języki cholskie
Najważniejszym przedstawicielem tej grupy jest ch’ol, używany przez 130 tys. osób w Chiapas. Blisko spokrewniony język chontal w stanie Tabasco (chontal maya, nie należy mylić z językiem chontal w stanie Oaxaca) używany jest przez 55 tys. osób. Inny spokrewniony język to zagrożony wymarciem język ch'orti', używany przez 30 tys. osób w Gwatemali.
Języki cholskie uważa się za najbardziej zachowawcze pod względem słownictwa i fonetyki. Są bardzo bliskie języka inskrypcji okresu klasycznego, odkrytych na obszarze centralnych nizin.

#### Języki tseltalskie
Najbliżej spokrewnione z językami cholskimi języki z grupy tseltalskiej: język tsotsil oraz tseltal, oba powszechnie używane w stanie Chiapas (265 tys. użytkowników w przypadku tsotsil i 215 tys. w przypadku tseltal).

#### Języki kanjobalskie (q’anjob’al)
Języka q’anjob’al używa 77 700 osób w Gwatemali (Huehuetenango). Innymi przedstawicielami tej grupy są: język jakaltek – mający ponad 50 tys. użytkowników – oraz język chuj (czuh) – używany przez 30–50 tys. osób.
Języka tojolab’al używa 36 tys. osób w stanie Chiapas.

### Grupa wschodnia (kicze-mam)
Język q'eqchi' stanowi osobną podgrupę w obrębie języków kicze-mame. Jest używany przez około 400 tys. osób w południowej Gwatemali. W wyniku niedawnych migracji ma 12 tys. użytkowników w Salwadorze.

#### Język mam
Język mam jest używany przez 150 tys. osób w gwatemalskich departamentach San Marcos i Huehuetenango. Inne języki to awakatek – 20 tys. mieszkańców miasta Aguacatán, w departamencie Huehuetenango. Język ixil (być może chodzi o trzy odrębne języki) używany jest przez 70 tys. mieszkańców w tzw. „trójkącie Ixil” w departamencie Quiché.

#### Języki kicze (quiché, k’iche’)
Język kicze jest używany przez około 1 mln osób na wyżynach Gwatemali, w pobliżu miast Chichicastenango i Quetzaltenango oraz w górach Cuchumatán, a także przez przybyszów z obszarów wiejskich w mieście Gwatemala. Sławna księga mitów Majów, Popol Vuh, została napisana w archaicznym języku nazywanym klasycznym językiem kicze. Kultura ludu K’iche’ przeżywała właśnie swoje apogeum w momencie najazdu hiszpańskiego. Utatlán, w pobliżu dzisiejszego miasta Santa Cruz del Quiché, stanowił gospodarcze i ceremonialne centrum tej kultury.
Język achi posiada 85 tys. użytkowników w Cubulco i Rabinal, dwóch municipios w departamencie Baja Verapaz. Według innych sposobów klasyfikacji, np. Campbella, achi uważany jest za odmianę k’iche’. Jednakże ze względu na historyczne podziały etniczne, Achi Maya nie uważają się za K’iche’.
Język kaqchikel jest używany przez 400 tys. osób na obszarze rozciągającym się od Gwatemali do północnego brzegu jeziora Atitlán. Język tz’utujil posiada około 90 tys. użytkowników. Inne języki należące do grupy kicze to: język sakapultek, prawie 40 tys. użytkowników głównie w departamencie El Quiché, oraz sipakapense, używany przez 8 tys. osób w Sipacapa, w departamencie San Marcos.

#### Języki poqom
Języki poqom są blisko spokrewnione z językami kicze, z którymi tworzą podgrupę poqom-kicze w grupie kicze-mame.
Język poqomchi jest używany przez 90 tys. osób w Purulhá, Baja Verapaz i w następujących miastach Alta Verapaz: Santa Cruz Verapaz, San Cristóbal Verapaz, Tactic, Tamahú i Tucurú. Językiem poqomam posługuje się ok. 30 tys. osób na kilku niewielkich obszarach, z których największy leży w departamencie Alta Verapaz. Dawniej język poqomam był używany również w Salwadorze.

## Zapis języków majańskich
| Samogłoski | Samogłoski | Samogłoski | Samogłoski | Samogłoski | Samogłoski | Spółgłoski | Spółgłoski | Spółgłoski | Spółgłoski | Spółgłoski | Spółgłoski | Spółgłoski | Spółgłoski | Spółgłoski | Spółgłoski |
| ALMG       | IPA        | ALMG       | IPA        | ALMG       | IPA        | ALMG       | IPA        | ALMG       | IPA        | ALMG       | IPA        | ALMG       | IPA        | ALMG       | IPA        |
| ---------- | ---------- | ---------- | ---------- | ---------- | ---------- | ---------- | ---------- | ---------- | ---------- | ---------- | ---------- | ---------- | ---------- | ---------- | ---------- |
| a          | [a]        | aa         | [a:]       | ä          | [ɐ]        | b'         | [ɓ]        | b          | [b]        | ch         | [ʧ]        | ch'        | [ʧ’]       | h          | [h]        |
| e          | [e]        | ee         | [e:]       | ë          | [ə]        | j          | [x]        | k          | [k]        | k'         | [k’]       | l          | [l]        | m          | [m]        |
| i          | [i]        | ii         | [i:]       | ï          | [ɪ]        | n          | [n]        | nh         | [ŋ]        | p          | [p]        | q          | [q]        | q'         | [q’]       |
| o          | [o]        | oo         | [o:]       | ö          | [ʌ]        | r          | [r]        | s          | [s]        | t          | [t]        | t'         | [t’]       | tz         | [ʦ]        |
| u          | [u]        | uu         | [u:]       | ü          | [ʊ]        | tz'        | [ʦ’]       | w          | [w]        | x          | [ʃ]        | y          | [j]        | '          | [ʔ]        |
| 1.         |            |            |            |            |            |            |            |            |            |            |            |            |            |            |            |